# Fremantle (entreprise)
Pour les articles homonymes, voir Fremantle (homonymie).
 (septembre 2021).
Fremantle, initialement Pearson Television en 1993, Fremantle Limited puis Fremantle Media dénomination adoptée en 1952 pour regrouper sous un même label de nombreuses sociétés acquises au cours de plusieurs décennies, est la filiale de production de programmes télévisés du conglomérat luxembourgeois RTL Group. La société est présente dans 20 pays comme producteur et dans 40 pays pour la vente de ses formats d'émissions. Son actionnaire unique RTL Group fait partie des principaux groupes audiovisuels en Europe, notamment actionnaire du Groupe M6 (chaînes M6, W9, 6ter, Paris Première, Téva) et détenu à 90 % par le groupe allemand Bertelsmann AG. Fremantle conprend deux entités : Fremantle pour la production d'émissions et Fremantle Licensing pour la vente de formats audiovisuels et de produits dérivés.

## Histoire du groupe audiovisuel
L'appellation FremantleMedia est adoptée en 2001 pour donner une cohérence et une identité au niveau international à un conglomérat de sociétés de productions acquises dans de nombreux pays, au cours des décennies, ayant notamment opéré dans les années 1980-90 et jusqu'en 2000, sous les noms de Grundy et de Pearson Television. La plus ancienne origine de ce groupe créé en Allemagne remonte à 1917, avec la création d'une des plus anciennes sociétés de production cinématographique allemande, la UFA (Universum Film AG), producteur de centaines de films parmi lesquels de grands classiques, tel L'Ange bleu (Der blaue Engel, 1930).
Dès les années 1950, le groupe se développe dans le secteur de la télévision, avec une politique d'acquisitions de sociétés indépendantes en Allemagne, puis en Grande-Bretagne (« Thames Television », 1968, The Benny Hill Show, 1969, Talback Productions, 2000) et en Australie (« Grundy Television », « Crackerjack Productions »), tout en misant en pionnier sur les formats télévisés (Achat de Droits, vente de licences). C'est ainsi qu'il lança en 1956 Le Juste Prix, un succès mondial qui reste à ce jour le plus vieux programme au monde toujours à l'antenne (aux États-Unis).

## La société
FremantleMedia est basée à Londres, en Grande-Bretagne. Elle dispose de filiales en Europe, en Asie (notamment au Japon), en Amérique latine (notamment au Brésil), en Amérique du Nord, et en Océanie (notamment en Australie et en Nouvelle-Zélande).
FremantleMedia est présente dans tous les genres télévisés : programmes de flux, documentaires, fiction et jeux. Ces derniers ont longtemps constitué sa force et sa notoriété. En France, Questions pour un champion est à l'antenne sur France 3 depuis novembre 1988. Plus récemment, FremantleMedia s'est assuré divers formats de divertissements, comme American Idol (Nouvelle Star en France), Du talent à revendre (La France a un incroyable talent en France) ou The X Factor (X Factor en France). La société est également présente en fiction télévisée, notamment en Allemagne, et en magazines en France, notamment depuis le rachat de Be Happy Productions, en 2001.
| Genre de programme | Productions |
| ------------------ | --- |
| Jeux               | Poker Face - Let's Make a Deal (Le Bigdil) - The Price Is Right (Le Juste Prix) - Everybody's Equal (Que le meilleur gagne) - Password (Mot de Passe) - Family feud (Une famille en or) - Hole in the hall (Le mur infernal) - Distraction - Risking it all - Mann-O-Mann (Chéri Chéries) - Going for Gold (Questions pour un champion) |
| Télé-réalités      | How clean is your house ? (C'est du propre !) - Farmer Wants a Wife (L'amour est dans le pré) - Love taxi - Supernanny (Super Nanny) |
| Télé-crochets      | America's Got Talent (La France a un incroyable talent) - The X Factor (X Factor) - Pop Idol (Nouvelle Star) |
| Fictions           | Allemagne : All or Nothing - Verbotene Liebe - Au rythme de la vie - Unter Uns Australie : Les Voisins États-Unis : Alerte à Malibu - Le Prisonnier - The Returned Royaume-Uni : Mr. Bean |

## Fremantle France
En France, cette société a longtemps opéré dès 1988 sous les noms de Grundy France puis de Pearson Tv. Télé Images a été le représentant commercial en France de la société de 1988 à 1990. La société est successivement dirigée par Jacques Bal (1988-1990) Lionel Baert (1991-1996), Childéric Muller (1997-1999) et présidée par Michel Bassi puis Cécile Frot-Coutaz. De 1994 à 1999 Grundy-Pearson se classe en première position des sociétés de production de programmes TV  en France. Fusionnée au sein de Fremantle en 2001, elle prend le nom de FremantleMedia France. Elle y a produit ou produit notamment Questions pour un champion, Que le meilleur gagne, 100 % Question, Maïté, La Nouvelle Star, La France a un incroyable talent, L'Inventeur de l'année, Le Juste Prix, Une famille en or, L'amour est dans le pré, D&Co, Mot de passe…Thierry Caillon lui succède en qualité de Président en 1999. Il dirigera la société jusqu'à 2003.
De 2007 à 2018, FremantleMedia France est dirigée par Monica Galer, suite à Bibiane Godfroid, devenue Directrice des Programmes de M6. Depuis 2018, Bruno Loup Fallot a succédé à Monica Galer au poste de Président.
En 2001, FremantleMedia achète Be Happy productions, créée par Patrick Meney, spécialisée dans les magazines, produisant notamment Défense d'Entrer (TF1), Ça me révolte!, Affaires de famille, Supernanny, Oui Chef!, Vive la cantine! (M6), Fallait y penser, Immersion totale, La France en héritage, On vous dit pourquoi (France 2)…
En 2004, FremantleMedia s'associe à KM Production, la société de production de Renaud Le Van Kim, pour créer FremantleKM. Depuis, Renaud Le Van Kim, qui produit notamment Le grand journal sur Canal +, s'est associé au groupe international Zodiak.
En octobre 2018, FremantleMedia change de nom au profit de Fremantle France. 
Le chiffre d'affaires 2018 est de 24 515 700 € avec un résultat négatif de 4 167 800 € et un effectif moyen annuel de 96 salariés

### Productions à l'antenne
- TF1 : Le Maître du Jeu, Le Juste Prix
- France 2 : Mot de passe : le duel

- France 3 : Questions pour un champion
- M6 : L'amour est dans le pré, La France a un incroyable talent
- Autres télévisions (TNT) : À la recherche du grand amour, Memo quiz, Tous en course, Séduis-moi… si tu peux !, W9 d’Or
- Plateformes digitales : C'est du gâteau (Netflix), Dîner avec mon ex (6play)

### Anciennes productions
- TF1 : Bigdil (jeu), Une famille en or (jeu), Mais Comment font-ils?, Chéri Chéries, Pouch' le bouton
- France télévisions : A Table avec Maïté, 100 % Question, et 1 et 2 et 3, Tout en Musique, Monte le son, la brigade des jardiniers, Une semaine chrono, Le Jeu, Mot de passe, Que le meilleur gagne
- M6 : En voilà des manières, Bluff impossible, Chef, la recette !, L'Inventeur de l'année, Nouvelle Star, Nouvelle Star, ça continue, Oui chef !, Panique en cuisine, Popstars, Super Nanny, X Factor, D&CO, Espoir de l'année, Ma mère cuisine mieux que la tienne !, 5 hommes à la maison, C'est du propre !,
- Autres télévisions (TNT) : À la recherche du nouveau Michael Jackson (télé-réalité - W9), Non stop Joe, Quizmax (jeu), Tête de mioches, Viens partager ma vie (TMC), Nouvelle Star (D8), Total Blackout (W9)